# جلیل مسلمي
جليل مسلمي (مواليد 1331 في طهران) كان طيارًا لمقاتلة غرومان إف-14 توم كات التابعة لسلاح الجو الملكي الإيراني والقوات الجوية لجمهورية إيران الإسلامية .

## خلفية
وقد نسب المؤرخ العسكري الفرنسي بيير رازوكس إليه خمس انتصارات جوية، وهو رقم قياسي يؤهله كطيار واحد . كان مسلمى ضمن المجموعة الثانية من الطيارين الإيرانيين الذين أرسلوا إلى الولايات المتحدة في يونيو 1974 للتدريب. كان يحمل رتبة نقيب في قاعدة أوقيانوسيا البحرية الجوية عندما أُرسل إلى محطة أوشن البحرية الجوية.
أرجع توم كوبر وفرزاد بيشوب الانتصار الجوي في 23 يناير 1987 إلى ميكويان-جوريفيتش ميج-23 إيه آي إم-7 سبارو .

## الاستفسارات المعتمدة
- طيار رتيب